# Стајти
Стајти (итал. Staiti) је насеље у Италији у округу Ређо ди Калабрија, региону Калабрија.
Према процени из 2011. у насељу је живело 273 становника. Насеље се налази на надморској висини од 538 м.

## Становништво
Према резултатима пописа становништва 2011. у општини је живело 279 становника.
| 1931. | 1936. | 1951. | 1961. | 1971. | 1981. | 1991. | 2001. | 2011. |
| ----- | ----- | ----- | ----- | ----- | ----- | ----- | ----- | ----- |
| 1.450 | 1.614 | 1.434 | 1.199 | 894   | 742   | 516   | 395   | 279   |